# Libero Comune di Arezzo
Il Libero Comune di Arezzo è stato un Libero Comune esistito dal 1054 al 1384, schierato dalla parte ghibellina.

## Storia

### La nascita del Libero Comune

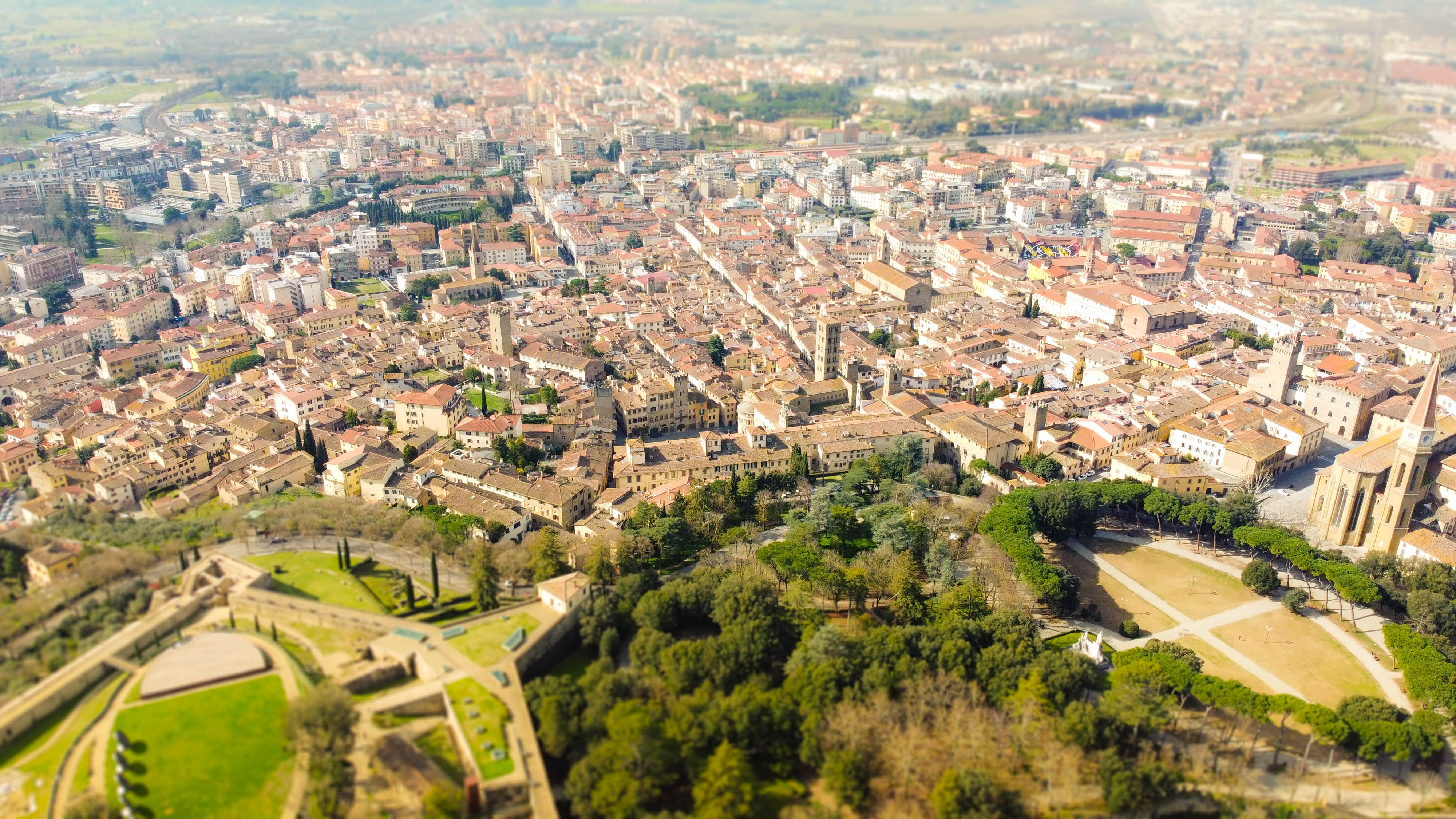
Veduta del centro città dalla fortezza

Dopo il 1000 al potere feudale, identificato con il vescovo che risiedeva fuori dalla città sull'altura del colle del Pionta, arroccato come in un castello, venne affiancandosi un potere cittadino, l'ordinamento della città ebbe un'evoluzione e si affermò il libero comune: la presenza di un console è attestata ad Arezzo nel 1098.
La duplicità di poteri generò presto un conflitto tra il vescovo, che vedeva la sua autorità feudale provenire dall'imperatore e quindi incarnava la prima espressione del partito ghibellino, e la magistratura cittadina. L'attrito sfociò in varie sollevazioni popolari contro il vescovo e nella rappresaglie di questo, che chiamò in soccorso l'imperatore Arrigo, il quale scendendo in Italia verso Roma, trovava per l'appunto Arezzo nella sua strada. La rappresaglia fu durissima ma non arrestò lo sviluppo del Comune, che proseguì soprattutto dopo il concordato di Worms del 1122 che poneva fine alle controversie tra impero e papato e, di fatto, alla figura dei vescovi-conti.
È a questo periodo, all'inizio del XIII secolo, che risale l'avvio della costruzione della Pieve, concepita per ospitare un vescovo ridimensionato alle sue funzioni pastorali, e di altre chiese che accogliessero gli ordini monastici inurbati forzatamente dopo la confisca dei loro possedimenti feudali. L'influenza territoriale di Arezzo crebbe notevolmente culminando con la presa di Cortona, avvenuta nel 1298 dopo una sanguinosa battaglia.
Alla rinnovata importanza politica si accompagnò una fioritura culturale: la città si dotò di una università, lo Studium, i cui ordinamenti risalgono al 1252, brillarono i primi ingegni della nuova poesia lirica italiana Guittone d'Arezzo e Cenne da la Chitarra; della scienza con quel Ristoro che nel 1282 scrisse "La composizione del mondo" prima opera scientifica in volgare; e della pittura, con Margaritone d'Arezzo, poi affiancato da maestri fiorentini e senesi quali Cimabue e Pietro Lorenzetti.

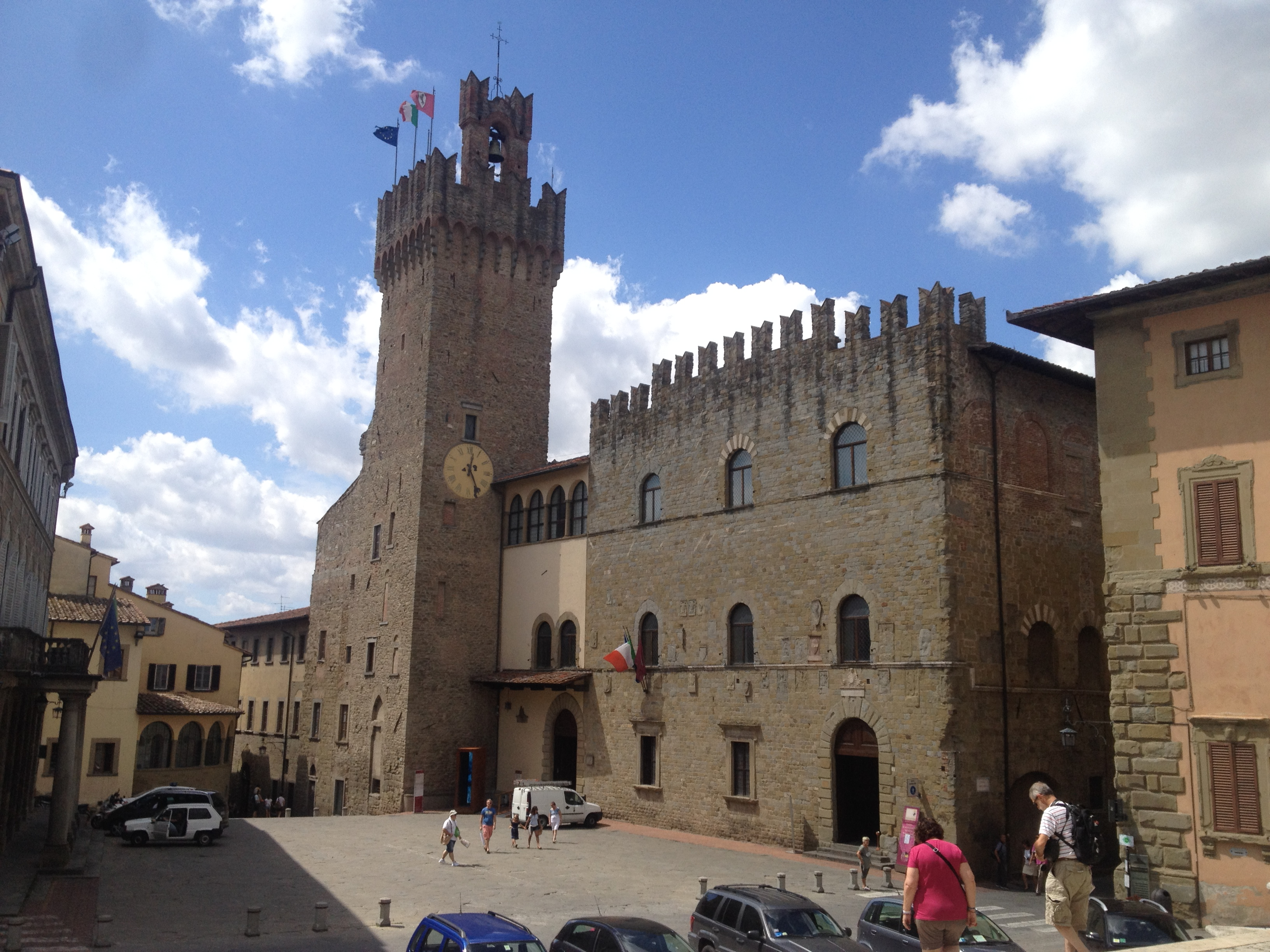
Palazzo dei Priori, sede del Comune di Arezzo

 Nel 1304 infine nasceva ad Arezzo, da un fuoriuscito fiorentino, Francesco Petrarca.

### La battaglia di Campaldino ed il declino
Mentre la potenza di Arezzo cresceva sempre di più, cresceva contemporaneamente la voglia delle città vicine di pareggiarne l'importanza, ed era perciò inevitabile che si arrivasse allo scontro con Firenze. Dopo alterne vicende la Arezzo ghibellina subì una disfatta contro le armate fiorentine nella battaglia di Campaldino (1289) nei pressi di Poppi. In questa battaglia, a cui partecipò Dante Alighieri per la parte guelfa, morì anche il vescovo di Arezzo Guglielmino Ubertini. In seguito si affermò la signoria dei Tarlati di Pietramala, il cui principale esponente fu Guido Tarlati che pur essendo divenuto vescovo nel 1312 continuò a mantenere buoni rapporti con la fazione ghibellina, in Toscana e fuori, come ad esempio con gli Ordelaffi di Forlì.
La signoria di Guido Tarlati mise temporaneamente fine alle dispute di fazione tra i Tarlati e gli Ubertini e la famiglia guelfa dei Boscoli; tanto feroci che San Francesco si era rifiutato a suo tempo di entrare in città, vedendola "infestata dai diavoli", episodio ricordato da Giotto negli affreschi della Basilica superiore di San Francesco d'Assisi.
Guido Tarlati risanò il bilancio dello Stato, portandolo a una tale floridità che Arezzo prese a battere moneta propria, ampliò la cinta muraria, concluse una onorevole pace con Firenze e riuscì ad allearsi con Siena e ad espandere il dominio territoriale verso sud e verso est, lui vescovo, a spese dei possedimenti pontifici; tanto che il Papa da Avignone lo scomunicò e lo dichiarò eretico. Ciò non gli impedì, nel 1327, di incoronare imperatore a Milano Ludovico il Bavaro.
In questo periodo si era anche sviluppata una forte borghesia mercantile che aveva imposto alcune modifiche nel governo della città, come la creazione della magistratura del capitano del popolo e delle corporazioni delle arti, e la costituzione di una magistratura rappresentativa delle quattro parti in cui la città venne divisa: porta Crucifera, porta del Foro, porta Sant'Andrea e porta del Borgo, alle quali si richiamano i quattro quartieri che disputano l'odierna Giostra del Saracino.
A Guido Tarlati passato a miglior vita nel 1327 successe Pier Saccone, il fratello, che non era della stessa pasta. Arezzo cominciò progressivamente a perdere terreno nei confronti della rivale Firenze, perdendo per la prima volta l'indipendenza nel 1337: Pier Saccone, pressato dagli oppositori interni, dai nemici esterni (fiorentini e perugini) e dalla crisi economica, cedette Arezzo a Firenze per dieci anni in cambio di denaro. Trascorso questo periodo, l'indipendenza fu recuperata, ma non la prosperità. La seconda metà del Trecento fu caratterizzata tuttavia da una sostanziale pace sociale, che terminò bruscamente con il progetto del vescovo Giovanni Albergotti di fare entrare Arezzo nella sfera d'influenza del papato.
Le lotte tra guelfi e ghibellini riesplosero con violenza, e la città conobbe più volte l'esperienza del saccheggio da parte di soldataglie mercenarie chiamate in soccorso ora dall'una ora dall'altra parte, o anche venute per l'una e passate all'altra se questa pagava meglio, secondo il costume dell'epoca.
Ultimo fu il capitano di ventura francese Enguerrand de Coucy che transitava nella zona diretto a Napoli, dove doveva attaccare Carlo III di Napoli per conto di Luigi I d'Angiò, e fu assoldato dalla parte ghibellina che era stata appena espulsa dalla città. Enguerrand prese con facilità quel che rimaneva di Arezzo, ma nel frattempo il suo signore Luigi d'Angiò moriva, lasciando l'armata senza scopo e senza soldo. Firenze ne approfittò immediatamente, offrendo al capitano francese quarantamila fiorini perché consegnasse Arezzo, ed egli accettò. Dopo di che, Enguerrand valicò l'Appennino, recando con sé la preziosa reliquia della testa di san Donato, patrono di Arezzo. Alla sua venuta a Forlì, Sinibaldo Ordelaffi, il signore di quella città, riscattò la reliquia, che tenne con grande venerazione fino a che essa fu restituita agli aretini.
Nel 1384, dunque, Arezzo fu annessa allo Stato toscano dominato da Firenze.
Il dominio fiorentino è visibile d'ora in poi anche nell'architettura e nell'Arte: Spinello Aretino fu l'ultimo artista di scuola autoctona; dopo di lui prevale la scuola fiorentina. In questo periodo furono realizzati da Piero della Francesca gli affreschi della Leggenda della Vera Croce nella basilica di San Francesco.
Il governo fiorentino tentò di rendersi gradito alla città, riuscendovi in parte grazie alla saggia elezione a segretario della Repubblica di un aretino di alto spessore, lo storico e poeta Leonardo Bruni, che si adoperò per favorire l'integrazione di Arezzo nel nuovo Stato toscano ormai, con l'eccezione di Siena e Lucca, interamente sotto il controllo di Firenze. Vi fu tuttavia un lento decadimento economico e culturale della città. La parte più antica, comprendente la rocca e la cattedrale, fu profondamente modificata con la costruzione della Fortezza Medicea, esempio precoce di fortificazione alla moderna.